# Gustav Schmidt
Gustav Schmidt   (Weimar, 1 de setembre de 1816 - Darmstadt, 11 de febrer de 1882), nom complet Gustav Friedrich Schmidt, fou un director d'orquestra i compositor alemany.
Fou director d'orquestra de la cort de Hesse, a Darmstadt, i abans ho havia sigut dels teatres de Brünn, Würzburg, Frankfurt, Wiesbaden, Magúncia i Leipzig.
Deixà les òperes: 
- Prinz Eugen;
- Die Weibertreue;
- La Reole;
- Alibi, així com diversos cors per a veus d'home, escrits en estil verdaderament popular alemany.